# David Chokachi
David Chokachi (nascido David Al-Chokhachy, 16 de janeiro de 1968) é um ator americano de cinema e televisão. Ele é conhecido por seu papel nas séries de TV Witchblade, Baywatch, e Beyond The Break.
Chokachi começou sua carreira de ator em 1995 na Baywatch como “Cody Madison”, substituindo David Charvet. Em 1999, deixou Baywatch e assumiu o papel de Jake McCartey na série de TV Witchblade, que durou até 2002.

## Filmografia
| Ano  | Título                                 | Papel                     | Notas            |
| 1995 | Baywatch                               | Cody Madison              | Série de TV      |
| 1996 | The Unspeakable                        | Darren Metlick            | TV               |
| 1997 | Suddenly Susan                         | Elliot                    | Série de TV      |
| 1997 | Sabrina the Teenage Witch              | Doug, instrutor de esqui  | Série de TV      |
| 1997 | Bad to the Bone                        | Waldo                     | TV               |
| 1998 | 12 Bucks                               | Evil Lovejoy              |                  |
| 1998 | Baywatch: White Thunder at Glacier Bay | Cody Madison              |                  |
| 1999 | V.I.P.                                 | Ele mesmo                 | Série de TV      |
| 1999 | A Crime of Passion                     | Eddie Meredith            | TV               |
| 2000 | Psycho Beach Party                     | Eddie                     |                  |
| 2000 | Witchblade                             | Detetive Jake McCartey    | Série de TV      |
| 2003 | She Spies                              | Gordon Braddock/Cable Guy | Série de TV      |
| 2005 | Crimson Force                          | Ambrose                   | TV               |
| 2006 | Beyond the Break                       | Justin Healy              | Série de TV      |
| 2006 | Mystery Woman: Oh Baby                 | Dave                      | TV               |
| 2006 | The Dreamless                          | Jeff                      |                  |
| 2007 | Bats: Human Harvest                    | Capitão Russo             |                  |
| 2008 | A Date with Murder                     | Bobby                     |                  |
| 2009 | Confessions of a Teen Idol             | Ele mesmo                 | Reality show     |
| 2010 | Costa Rican Summer                     | Brad                      |                  |
| 2010 | The Ascent - Venganza en la cumbre     | Robert                    |                  |
| 2011 | Soul Surfer                            | Paramédico                |                  |
| 2011 | Rage of the Yeti                       | Jonas                     | Filme televisivo |
| 2012 | Jet stream                             | Meteorologista            |                  |
| 2013 | Atlantic Rim                           | Red                       |                  |
| 2013 | Rose Ville                             | Stephen                   |                  |
| 2013 | Abner, The Invisible Dog               | Denning                   |                  |
| 2015 | Patient Killer                         |                           | Filme televisivo |